# 益希单增
益希单增（藏語：ཡེ་ཤེས་བསྟན་འཛིན་，威利转写：ye shes bstan 'dzin；1941年12月21日—），藏族，中华人民共和国作家。

## 生平
祖籍西藏阿里，出生于四川省甘孜州巴塘地方。生父很早被军队所杀，继父是汉人，曾从孙中山革命。益希单增早年生活艰苦，1951年随军进藏，在西藏丁青地区先后当过文工队员、翻译、公安员。1957年入中央民族学院学文化。1969年毕业于中央美术学院美术史专业，后返回西藏，在自治区展览馆工作。1976年开始创作小说，1981年加入西藏文联。曾任任西藏自治区人大副主任，西藏文联副主席，西藏作家协会名誉主席，《民族文学》编委，中国作家协会理事等职。

## 作品
《幸存的人》（1981）是其成名作及代表作，曾被译成法语，故事设定在1936至1951年噶厦政府统治的西藏，表现了几个农奴领袖对农奴主的反抗，试图告诉读者农奴是西藏进步的根本力量。长官仁青晋美因德吉村拒绝交税，派兵屠杀了30个村民，德吉桑姆和和桑杰普珠得以幸存。桑姆为摆脱追杀而改名换姓，成为农奴，逃难中与农奴索甲相爱。长大后的桑姆貌美，晋美试图将她霸占，她本欲将计就计手刃仇人，但失败，索甲被杀。此时，农奴洛卡达日起义，晋美损失惨重。晋美试图以金钱和势力逼迫桑姆屈从，但不能成功，遂将她投入雅鲁藏布江，最后桑姆被解放军和农奴救起。 